# Infusão da alma
Em religião, a infusão da alma (em inglês, ensoulment) é o momento em que um ser humano ganha uma alma. Algumas religiões dizem que uma alma é recém-criada dentro de uma criança em desenvolvimento e outras, especialmente em religiões que acreditam na reencarnação, que a alma é preexistente e adicionada em um estágio particular de desenvolvimento.
No tempo de Aristóteles, acreditava-se amplamente que a alma humana entrava no corpo em formação aos 40 dias (embriões masculinos) ou 90 dias (embriões femininos), e a vivificação (momento durante a gravidez quando a mulher grávida começa a sentir ou perceber movimentos fetais no útero) era uma indicação da presença de uma alma. Outras visões religiosas são que a infusão da alma acontece no momento da fecundação; ou quando a criança dá o primeiro fôlego depois de nascer; na formação do sistema nervoso e cérebro; na primeira atividade cerebral; ou quando o feto é capaz de sobreviver independentemente do útero.
O conceito está intimamente relacionado aos debates sobre a moralidade do aborto, bem como a moralidade da contracepção. As crenças religiosas de que a vida humana tem um caráter inato e sagrado motivaram muitas declarações de líderes espirituais de várias tradições ao longo dos anos. No entanto, as três questões não são exatamente paralelas, dado que várias figuras argumentam que algum tipo de vida sem alma, em vários contextos, ainda tem um valor moral que deve ser considerado.

## Gregos antigos

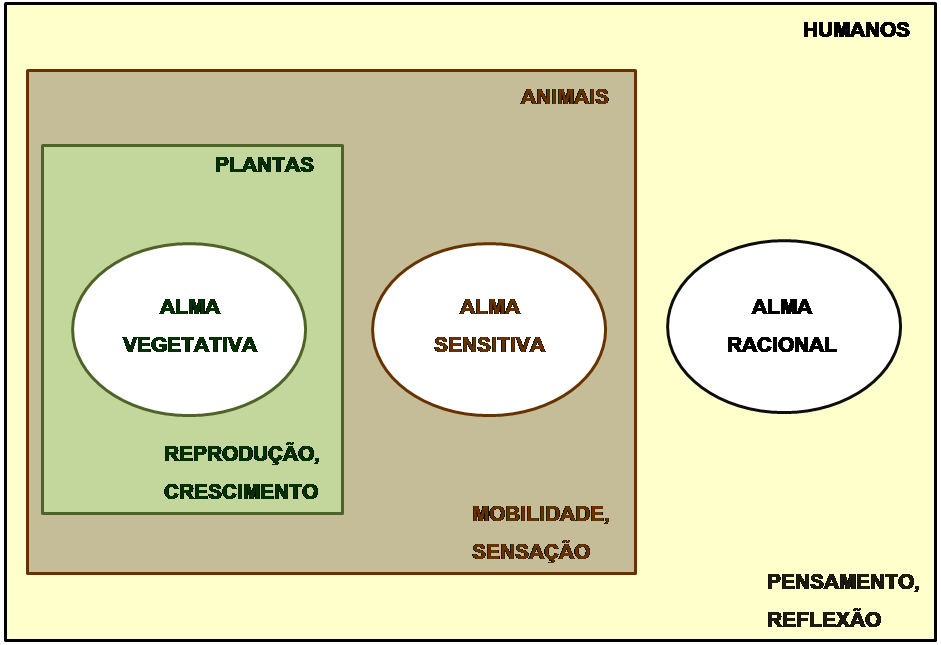
Alma aristotélica

Entre os estudiosos gregos, Hipócrates (c.460 - c.370 aC) acreditava que o embrião era o produto do sêmen masculino e um fator feminino. Mas Aristóteles (384 - 322 aC) sustentava que apenas o sêmen masculino dava origem a um embrião, enquanto a fêmea fornecia apenas um lugar para o embrião se desenvolver. (um conceito que ele adquiriu do preformista Pitágoras). Aristóteles acreditava que um feto no início da gestação tinha a alma de um vegetal, depois de um animal, e só mais tarde se tornava "animado" com uma alma humana pela "infusão da alma". Para ele, a infusão da alma ocorria 40 dias após a concepção de fetos do sexo masculino e 90 dias após a concepção de fetos do sexo feminino, o estágio em que, segundo se sustentava, o movimento é sentido pela primeira vez dentro do útero e a gravidez era certa. Isso é chamado de epigênese, que é "a teoria de que o germe é trazido à existência (por acréscimos sucessivos), e não meramente desenvolvido, no processo de reprodução" em contraste a teoria do preformismo, que afirma a "suposta existência de todas as partes de um organismo em forma rudimentar no ovo ou na semente;" a moderna embriologia, que verifica tanto que um organismo começa com um código genético herdado quanto que as células-tronco embrionárias podem se desenvolver epigeneticamente em vários tipos de células, pode ser vista como um suporte para o equilíbrio entre as visões.
O estoicismo sustentava que a alma do animal vivo era recebida apenas no nascimento, através do contato com o ar exterior, e era transformada em uma alma racional apenas aos quatorze anos de idade.
O epicurismo via a origem da alma (considerado como composto apenas por um pequeno número de átomos, mesmo em adultos) como simultâneo com a concepção.
O pitagorismo também considerava que a infusão da alma ocorresse na concepção.

## Catolicismo

### Desenvolvimento histórico
A partir do século XII, quando o Ocidente chegou a conhecer mais de Aristóteles do que suas obras sobre lógica, as declarações medievais de papas e teólogos sobre a infusão da alma foram baseadas na hipótese aristotélica.
A visão epigenética de Aristóteles dos princípios sucessivos da vida ("almas") em um embrião humano em desenvolvimento - primeiro uma alma vegetativa e depois sensível ou animal, e finalmente uma alma intelectiva ou humana, com os níveis superiores capazes de desempenhar também as funções níveis mais baixos—era a visão prevalecente entre os primeiros cristãos, incluindo Tertuliano, Agostinho e Jerônimo. diz que esta opinião foi apenas "pressagiada" por Agostinho, que pertence a um período posterior ao do cristianismo primitivo. De acordo com David Albert Jones, essa distinção apareceu entre os escritores cristãos somente no final do quarto e início do quinto século, enquanto os primeiros escritores não faziam distinção entre formado e sem forma, uma distinção que São Basílio de Cesareia rejeitou explicitamente. Enquanto o texto hebraico da Bíblia exigia apenas uma multa pela perda de um feto, qualquer que fosse o seu estágio de desenvolvimento, a tradução grega Septuaginta (LXX) do texto hebraico, uma tradução pré-cristã que os primeiros cristãos usaram, introduziu uma distinção entre um feto formado e um não formado e a destruição tratada do primeiro como assassinato. Foi comentado que "a LXX poderia facilmente ter sido usada para distinguir fetos humanos de não-humanos e abortos homicidas de abortos não-homicidas, mas os primeiros cristãos, até a época de Agostinho no quinto século, não o fizeram."
Também se diz que a visão dos primeiros cristãos sobre o momento de infusão não era o aristotélico, mas o pitagórico:
Já no tempo de Tertuliano no terceiro século, o cristianismo absorveu a visão grega pitagórica de que a alma era infundida no momento da concepção. Embora este ponto de vista tenha sido confirmado por São Gregório de Nissa um século mais tarde, não demoraria muito para que fosse rejeitado em favor da noção septuagintal de que apenas um feto formado possuía uma alma humana. Enquanto Agostinho especulava se a "animação" poderia estar presente antes da formação, ele determinou que o aborto só poderia ser definido como homicídio depois que a formação tivesse ocorrido. No entanto, em comum com todo o pensamento cristão primitivo, Agostinho condenou o aborto desde a concepção.
Através das traduções latinas do trabalho de Averroes (1126-1198), começando no século XII, o legado de Aristóteles foi recuperado no Ocidente. Filósofos cristãos como Tomás de Aquino (1224–1274) adaptaram-se amplamente a seus pontos de vista e porque acreditavam que o embrião inicial não tinha alma humana, eles não necessariamente viam o aborto precoce como assassinato, embora o condenassem. Aquino, em sua obra principal, a Summa Theologica afirma (Pergunta 118 artigo 2 ad 2) "…que a alma intelectual é criada por Deus no final da geração humana". Embora Jesus pudesse ter sido excepcional, Tomás de Aquino acreditava que o embrião possuía primeiramente uma alma vegetativa, depois adquiria uma alma sensível (animal) e, após 40 dias de desenvolvimento, Deus daria aos seres humanos uma alma racional.
O Concílio de Vienne em 1312 declarou que a substância da alma racional ou intelectual é essencialmente a forma do corpo humano. e afirmou a postura de Aquino sobre a hominização tardia.
Em 1588, Papa Sisto V emitiu uma bula Effraenatam, que sujeitou aqueles que realizaram abortos em qualquer estágio da gestação com a excomunhão automática e a punição aplicada pelas autoridades civis aos assassinos. Três anos depois, depois de descobrir que os resultados não haviam sido tão positivos quanto se esperava, seu sucessor limitou a excomunhão ao aborto de um feto formado.
Em 1679, o Papa Inocêncio XI publicamente condenou sessenta e cinco proposições tomadas principalmente a partir dos escritos de Escobar, Suarez e outros casuísticos (a maioria de casuísticos jesuítas que haviam sido fortemente atacados por Pascal em suas cartas provinciais) como propositiones laxorum moralistarum (proposições de moralistas frouxos) como "no mínimo escandalosas e na prática perigosas". Ele proibiu que alguém as ensinasse sob pena de excomunhão. As proposições condenadas incluíam:

34. É lícito procurar o aborto antes da soltura do feto para que uma menina, detectada como grávida, não seja morta ou difamada.

35. Parece provável que o feto (contanto que esteja no útero) não tenha uma alma racional e comece a ter uma quando ela nasce e, consequentemente, deve-se dizer que nenhum aborto é homicídio.
Na bula Apostolicae Sedis de 1869, o papa Pio IX revogou a exceção de feto ainda não animado de Gregório XIV e re-promulgou a pena de excomunhão para abortos em qualquer estágio da gravidez, que antes mesmo disso nunca tinha sido visto como meramente pecado venial. Desde então, a lei canónica não faz distinção no que diz respeito à excomunhão entre as fases da gravidez em que o aborto é realizado.
Apesar da diferença nas penalidades eclesiásticas impostas durante o período em que a teoria do atraso na infusão da alma foi aceita como verdade científica, o aborto em qualquer fase sempre foi condenado pela Igreja e continua a ser assim. No entanto, em suas declarações oficiais, a Igreja Católica evita assumir uma posição sobre a questão filosófica do momento em que uma pessoa humana começa a existir:
Esta Congregação está ciente dos debates atuais sobre o início da vida humana, sobre a individualidade do ser humano e sobre a identidade da pessoa humana. A Congregação recorda os ensinamentos encontrados na Declaração sobre Aborto Procurado: "A partir do momento em que o óvulo é fertilizado, inicia-se uma nova vida que não é nem do pai nem da mãe; é antes a vida de um novo ser humano com seu próprio crescimento. Nunca seria feito humano se já não fosse humano. Para esta evidência perpétua ... a ciência genética moderna traz uma confirmação valiosa. Tem sido demonstrado que, desde o primeiro instante, o programa se fixa quanto ao que esse ser vivo será: um homem, esse homem-indivíduo com seus aspectos característicos já bem determinados. Desde a fertilização é iniciada a aventura de uma vida humana, e cada uma de suas grandes capacidades requer tempo ... para encontrar o seu lugar e estar em posição de agir". Este ensinamento permanece válido e é ainda confirmado, se forem necessárias confirmações, por descobertas recentes da ciência biológica humana que reconhecem que no zigoto resultante da fecundação já se constituiu a identidade biológica de um novo indivíduo humano. Certamente, nenhum dado experimental pode ser suficiente para nos levar ao reconhecimento de uma alma espiritual; não obstante, as conclusões da ciência sobre o embrião humano fornecem uma indicação valiosa para discernir, pelo uso da razão, uma presença pessoal no momento da primeira aparição de uma vida humana: como poderia um indivíduo humano não ser uma pessoa humana? O Magistério não se comprometeu expressamente com uma afirmação de natureza filosófica, mas reafirma constantemente a condenação moral de qualquer tipo de aborto provocado. Este ensinamento não foi alterado e é imutável.
Citando a Didaqué, possivelmente do primeiro século, e a Carta de Barnabé de aproximadamente o mesmo período, a Epístola a Diogneto e Tertuliano, a Igreja Católica declara que "desde o primeiro século, a Igreja afirmou o mal moral de todo aborto provocado. Este ensinamento não mudou e permanece imutável. O aborto direto, isto é, o aborto quer como um fim ou um meio, é gravemente contrário à lei moral."
Mesmo quando a teoria científica prevalecente considerava que o aborto precoce era o assassinato do que ainda não era um ser humano, a condenação do aborto em qualquer estágio era algumas vezes expressa na forma de torná-lo equivalente a homicídio. Assim, o artigo de 1907 sobre o aborto na Enciclopédia Católica declarou:
Os primeiros cristãos são os primeiros a declarar que o aborto é o assassinato de seres humanos, por seus apologistas públicos, Atenágoras, Tertuliano, e Marco Minúcio Félix (Eschbach, "Disp. Phys.", Disp. iii), para refutar a calúnia de que uma criança era morta, e sua carne comida, pelos convidados no banquete ágape, apelando às suas leis como proibindo todo o tipo de assassinato, mesmo aquele de crianças no útero. Os Padres da Igreja mantiveram unanimemente a mesma doutrina. No quarto século, o Concílio de Elvira decretou que a Eucaristia deveria ser recusada todo o resto de sua vida, mesmo no leito de morte, a adúltera que tinha buscado o aborto de sua filha. O Sexto concílio ecumênico determinou para toda a Igreja que qualquer pessoa que fizesse o aborto deveria suportar todas as punições infligidas aos assassinos. Em todos esses ensinamentos e decretos não é feita distinção entre os estágios inicial e final da gestação. Pois, embora a opinião de Aristóteles, ou especulações semelhantes, em relação ao momento em que a alma racional é infundida no embrião, fosse praticamente aceita por muitos séculos, a Igreja sempre defendia que aquele que destruía o que seria um homem era culpado de destruir uma vida humana.
O Catecismo da Igreja Católica afirma que o embrião "deve ser tratado desde a concepção como pessoa." "A igreja não determinou oficialmente quando a vida humana realmente começa" e o respeito pela vida em todos os estágios, até a vida em potencial, geralmente é o contexto dos documentos da Igreja Católica.

### Visões atuais da Igreja Católica
Em 27 de novembro de 2010,o Papa Bento XVI declarou 
"Desde o momento de sua concepção, a vida deve ser guardada com o maior cuidado." [...] No que diz respeito ao embrião no seio materno, a própria ciência destaca sua autonomia, sua capacidade de interação com a mãe, a coordenação dos processos biológicos, a continuidade do desenvolvimento, a crescente complexidade do organismo.
Não é um acúmulo de material biológico, mas sim de um novo ser vivo, dinâmico e maravilhosamente ordenado, um novo indivíduo da espécie humana. Isto é o que Jesus foi no ventre de Maria; isto é o que todos nós éramos no ventre da nossa mãe. Nós podemos dizer com Tertuliano, um antigo escritor cristão: "aquele que será um homem já é um" (Apologeticum IX, 8), não há razão para não considerá-lo uma pessoa desde a concepção.

Em relação ao aborto eletivo, o Papa João Paulo II escreveu sobre infusão da alma em sua carta encíclica de 1995 Evangelium Vitae que:
Ao longo dos dois mil anos de história do cristianismo, essa mesma doutrina de condenar todos os abortos diretos tem sido constantemente ensinada pelos Padres da Igreja e por seus Pastores e por seus Doutores. Mesmo as discussões científicas e filosóficas sobre o momento preciso da infusão da alma espiritual nunca deram origem a qualquer hesitação sobre a condenação moral do aborto.
Enquanto a Igreja sempre condenou o aborto, a mudança de crenças sobre o momento em que o embrião ganha uma alma humana levou suas razões declaradas para tal condenação, e a classificação na lei canônica do pecado do aborto, a mudar ao longo do tempo.

## Judaísmo
As visões judaicas sobre a alma têm variado. O rabino David Feldman afirma que o Talmud discute o tempo da infusão das almas, mas considera a questão irrespondível e irrelevante para a questão do aborto. Ao relatar uma suposta conversa em que o rabino Judá, o Príncipe, que disse que a alma (neshama) entra no corpo quando o embrião já está formado, foi convencido por Antonino Pio que esta deveria entrar no corpo na concepção, e considerou a opinião do imperador ser apoiada por Jó 10:12, o tratado Sanhedrin do Talmud menciona duas visões sobre a questão.
Em uma leitura variante, a primeira declaração do rabino era que a alma entra no corpo apenas no nascimento.
Outras passagens no Talmud, como Yevamot 69a e Nidda 30b tem sido interpretadas como implicando que a infusão da alma pode ocorrer somente após quarenta dias de gestação. As passagens do Talmud, seja falando sobre a infusão da alma durante a concepção ou apenas depois de quarenta dias, colocam as opiniões dos rabinos dentro da cultura greco-romana, cujas ideias os rabinos então ligavam aos textos das Escrituras e dotavam de significado teológico.
O ponto de vista da infusão da alma na concepção harmoniza-se com o conhecimento geral entre os rabinos sobre a atividade consciente antes do nascimento. No entanto, a maioria deles não aplica a palavra nefesh, significando alma ou pessoa, para um feto ainda no útero. A segunda metade do período do Segundo Templo viu uma aceitação crescente da ideia da alma como se juntando ao corpo no momento do nascimento e deixando-o novamente na morte.
Uma visão judaica coloca a infusão da alma ainda mais tarde do que o nascimento, dizendo que isso ocorre quando a criança responde o primeiro "Amém".
Os rabinos de fato não formularam nenhuma teoria completamente desenvolvida sobre o tempo ou a natureza da Os rabinos de fato não formularam nenhuma teoria completamente desenvolvida sobre o tempo ou a natureza da infusão da alma. Tem sido sugerido que a razão pela qual eles não estavam mais preocupados com o momento exato infusão da alma é que o judaísmo não acredita na separação estrita da alma e do corpo.

## Islã
O Islã tradicionalmente não afirma que a infusão da alma ocorre no momento da concepção. Duas passagens do Alcorão descrevem o processo de desenvolvimento fetal:
Nós criamos o homem a partir de uma essência de argila, então Nós o colocamos como uma gota de fluido (nutfah) em um lugar seguro, então Nós fizemos essa gota em uma forma aderente (alaqah), e Nós fizemos essa forma em um pedaço de carne (mudghah), e Nós fizemos essa massa informe em ossos (idhaam), e Nós vestimos esses ossos com carne (lahm), e depois Nós o fizemos em outras formas - glória a Deus, o melhor dos criadores! (23:12-14)
...Nós criamos você a partir do pó, depois de uma gota de fluido (nutfah), então uma forma aderente ('alaqah), então um pedaço de carne (mudghah), em forma e sem forma: queremos tornar Nosso poder claro para você. Seja o que escolhemos Nós causamos a permanecer no útero por um tempo determinado, então Nós o trazemos adiante como crianças e então você cresce e alcança a maturidade. ... (22:5)
O conhecimento tradicional, coloca o ponto de infusão da alma em qualquer lugar entre 40 e 120 dias após a concepção baseado em um Hádice do Profeta Maomé narrado em Sahih Muslim:
Quando 42 noites passaram sobre o concepto, Deus envia um anjo para ele, que molda-lo (em forma humana) e faz a sua audição, visão, músculos e ossos…
Todas as escolas de lei sunita proíbem o aborto antes e depois da infusão da alma. A maioria das escolas de pensamento, tradicionais e modernas, leva em conta as circunstâncias que ameaçam a saúde ou a vida da mãe.

## Hinduísmo
A maioria dos hindus acredita que a personalidade começa com a reencarnação que acontece na concepção.  Mas a flexibilidade do hinduísmo permite a destruição de embriões para salvar uma vida humana, ou a pesquisa de células-tronco embrionárias para beneficiar humanidade usando blastocistos excedentes de clínicas de fertilidade.